# 진산대로
진산대로(Jinsan-daero)는 경상남도 김해시 진영읍 진영리 공설운동장교차로와 창원시 의창구 대산면 모산리 모산사거리를 잇는 도로이다.

## 주요 경유지
경상남도
- 김해시 (진영읍) - 창원시 의창구 (대산면)

## 노선
| 이름             | 접속 노선 | 소재지 | 소재지 | 소재지          | 비고 |
| ---------------- | --------- | ------ | ------ | --------------- | ---- |
| 공설운동장교차로 | 김해대로  | 김해시 | 진영읍 | 진영읍          |      |
| (이름 없음)      | 장등로    | 김해시 | 진영읍 | 진영읍          |      |
| 주천교           |           | 김해시 | 진영읍 | 진영읍          |      |
| 진영교차로       | 해원로    | 김해시 | 진영읍 | 진영읍          |      |
| 풍년교           |           | 김해시 | 진영읍 | 진영읍          |      |
|                  | 창원시    | 의창구 | 대산면 |                 |      |
| 가술삼거리       | 창원시    | 의창구 | 대산면 | 진산대로355번길 |      |
| 송중교           | 창원시    | 의창구 | 대산면 |                 |      |
| 모산삼거리       | 창원시    | 의창구 | 대산면 | 모산길          |      |
| 모산사거리       | 창원시    | 의창구 | 대산면 | 대산북로        |      |
| 밀양대로와 직결  |           |        |        |                 |      |

## 주요 건물 및 시설
- 농협 진영농협 장등지점 (진산대로 65/진영리 1694-2)
- GS칼텍스 초원주유소 (진산대로 96/진영리 318-156)
- SK에너지 행복충전진영가그충전소 (진산대로 108/진영리 1035)
- S-OIL 부영주유소 (진산대로 187/진영리 319-121)
- CU 진영진산대로점 (진산대로 199/진영리 319-106)
- CU 김해진영로드점 (진산대로 236/진영리 674-117)
- 현대자동차 블루핸즈 대산점 (진산대로 286/우암리 366-22)
- SK에너지 광진주유소 (진산대로 296/제동리 366-11)
- 창원대산고등학교(진산대로 378/제동리 286)
- 창원대산중학교(진산대로 380/제동리 280)
- GS25 대산조은점 (진산대로 412/제동리 268-5)
- 대산파출소 (진산대로 415/가술리 286-3)
- HD현대오일뱅크 삼영에너지주유소 (진산대로 418/제동리 265-33)
- CU 창원대산해강점 (진산대로 439/가술리 108-1)
- SK에너지 초원제2주유소 (진산대로 636/모산리 330-19)